# 間寛平
間 寛平（はざま かんぺい、1949年〈昭和24年〉7月20日 - ）は、日本のお笑いタレント、喜劇俳優、歌手。吉本新喜劇の元座長で現在はゼネラルマネージャー。レゲエシンガーとしての活動名義および本名は間 重美（はざま しげみ）。高知県宿毛市出身。吉本興業所属。
愛称は「寛平ちゃん」。後輩芸人や年下の著名人や一般の方からは「寛平さん」や「寛平師匠」、笑福亭鶴瓶や吉本の後輩芸人などからは「寛平兄さん」と呼ばれている。身長164 cm、体重60 kg、血液型AB型。既婚。

## 来歴・人物
私立柏原高等学校卒業。既婚者。妻は吉本新喜劇の元座員で、長男はミュージシャンの間慎太郎。
師匠は花紀京。吉本新喜劇の大スターとして関西で絶大な人気を得た。「アヘアヘアヘアヘ…」「ア〜メマ!」「かい〜の」などのギャグで有名。

### 来歴
- 1949年（昭和24年）7月20日、愛媛県との県境にある高知県幡多郡橋上村出井(現：宿毛市)に生まれる。間の姓は母美稲子(1929〜)の再婚相手の姓であり、実父の姓は岡村。実父時一(1926〜49)は寛平が生まれる直前に23歳の若さで結核で亡くなっている。岡村家は応仁の乱から逃げ延びた一条家の家老か何かだったと本家では伝えられており、長らく地元の庄屋をしていたが、明治の頃に一族の一人の放蕩が原因で寛平の実父が生まれた時には集落で一番貧困になっていた。実父は分家筋の出身だが、彼の家は木材の切り出しなどで糊口を凌ぐなど一族全部が困窮を極める有様で育ったため、15歳で地元の営林署の木材切り出し人の給与算出係をし、太平洋戦争の終戦間際に海軍の兵卒に志願する（シゴキと結核に倒れて終戦は入院先の病院で迎えた）という苦労を重ねていた。実父と母の馴れ初めは戦後間もなく地元の青年会の演劇サークルだった。寛平が4歳の時に近所の人の紹介で母は木材の切り出しをしていた男性間幸一(1928〜2012)と再婚し、一家で愛媛県宇和島市に転居。
- 木炭の需要減少で林業では食べていけなくなり、12歳の時に大阪市住之江区に引越した。この頃、亡き実父の存在を知る。[4]
- 1968年 - 高校卒業後、石原裕次郎に憧れて上京。歌手を目指すが、挫折して大阪に戻り、様々な職を転々とし会社員も経験した[5]。
- 1969年 - 岡八郎らが出演していたラジオの公開収録で岡と知り合い、岡が当時所属していた千土地興行の千日劇場に出入りするようになる。千日劇場の閉鎖後、トップホットシアターを紹介され、最初鳳啓助に弟子入り志願したが、既に弟子がいたために断られ、すっとんトリオに弟子入り。新世界のジャンジャン横丁にあった「温泉劇場」（ストリップ劇場）に入り、幕間コントに"はざま貫平"の芸名で出演して修行を積む[5]。
- 1970年 - 喫茶店でアルバイトをしていた際に、店主の日限萬里子の紹介により吉本興業に移籍、吉本新喜劇の研究生になり[6]花紀京の付き人になる。同期に桂文珍らがいる[5]。
- 1974年 - 盟友となる木村進とのコンビで入団から4年、24歳にして吉本新喜劇の座長に昇格[5]。
  - 実質的には1973年10月より平参平班では平・木村、そして間の「三枚看板座長制」という形を採っており（ただし、正式にその班を統率し、脚本・演出内容にも強い発言力を有するという意味での座長には昇格していない。現在の「ニューリーダー」に相当する位置付けであった。）、平の座長勇退→専科入りを機に1974年4月より正式に木村とのコンビで座長へと正式昇格。そして1976年4月からは木村、寛平それぞれ別の班を統率することとなった。
- 1975年 - 『ひらけ!チューリップ』で歌手デビュー[5]。100万枚のセールスを記録[5][7]。1976年には同じタイトルの日活ロマンポルノに主演するなど活躍した[5]。
- 1978年 - 同じ新喜劇の団員だった現在の妻・光代と結婚[5]。
- 1986年 - アメマバッジを10万個作成し、消費者金融に6000万円の借金[5]。
- 1989年（平成元年） - 吉本新喜劇を退団して東京進出（ただし、自宅は宝塚に置く）。ビートたけしを頼りたけし軍団加入を希望するが、大阪時代の寛平の活躍を知る、ビートたけしの運転手から諭され入団を断念[8]、その後萩本欽一に師事し、また島田洋七と漫才コンビを結成する（その後解消）。
- 1990年から放送を開始した日本テレビのクイズ番組『マジカル頭脳パワー!!』のレギュラー解答者として1991年1月から最終回まで出演した[5]。
- 1995年 - 兵庫県宝塚市の自宅で阪神・淡路大震災に遭うも、家族全員無事だった。
- 2008年（平成20年） - 12月17日に大阪をスタートして2年以上かけてマラソンとヨットで世界一周する「アースマラソン」に挑戦する[5]。この間、日本には一度も帰国しない予定から芸能活動を休止し、当時のレギュラー番組を全て降板。
- 2011年  - 1月4日、福岡港に上陸。
- 2011年  - 1月21日、2年1か月のアースマラソン4万1000kmにも及ぶ長い旅を終え、午後7時43分に大阪城音楽堂を第一終着地としてゴールインし親交のある芸人と一般視聴者に祝福された。その後最終終着地、なんばグランド花月（NGK）に午後8時40分ゴールインし、先輩や後輩芸人、家族に囲まれて祝福された。この様子は2時間生放送特番を組まれた。番組のしめ言葉は本人とNGK内にいた全員での「アメマ」であった。
- 2012年8月、東北地方太平洋沖地震（東日本大震災）（前年2011年3月11日発生）で被災の岩手県・宮城県・福島県の3県を激励のためマラソンで走破[9]。今度は西日本で幅広い層に震災復興支援を訴えるため発起人となり、翌9月の24日、家族で参加できる形式でのマラソン大会「淀川寛平マラソン」の詳細を発表。大阪府枚方市内を発着点として、淀川の環境保全という視点も含め、間は「楽しい大会にしたい」、同席の産経新聞の熊坂隆光社長は「大阪名物として定着させたい」と語っている[10]。
- 2013年2月4日、淀川寛平マラソン第1回大会に、吉本タレント約100人とともに出場。寛平自身は距離10キロのコースに参加、約50分で完走し「みんなが頑張ってくれたので、最高のマラソン大会だった」と語った。なお、この10キロでは、タレントの猫ひろしが優勝し「猫なのにナンバー“ワン”がとれて、うれしかった」とダジャレを飛ばしている[11]。
- 2016年 - 7月20日、若手芸人育成を目的として、「劇団間座」を立ち上げ[12]、12月24日・25日に旗揚げ公演『恋の虫』を上演[13]。
- 2021年 - キングオブコントに村上ショージと結成したコンビ「ヤギとひつじ」で出場し準決勝まで勝ち進むも、ネタ見せのタイムオーバーで失格となり敗退した。同大会規定の改定で即席ユニットの参加が認められるようになったことを受けての出場であったが、大勢の若手芸人たちとの共同楽屋に恐怖を感じて、本番は委縮したとのこと[14]。
- 2022年 - 吉本新喜劇のゼネラルマネージャー（GM）に就任[15][16]。

### エピソード
- 柏原高校時代は野球部に所属していた。2011年の夏の高校野球で母校が初出場した時に、野球部OBとして、アルプススタンドで観戦した。
- 野球は南海時代からの筋金入りの福岡ソフトバンクホークスファンである[17][18]。現在でも年に数回、福岡ヤフオク!ドームまで観戦に足を伸ばす。映画「ファンキー・モンキー・ティーチャー」シリーズで主人公（戸沢康平）の役を演じた時には、毎回福岡ダイエーホークスのウインドブレーカー（黒とオレンジが基調のホーム用）を着て登場していた。江本孟紀が南海ホークスにいた時代は共に本拠地である難波で豪遊していた[19]。
- 「寛平」の芸名の由来は、カンペをチラ見していた事に由来。当初は「貫平」だったが、尊敬する喜劇役者・藤山寛美にあやかって字を変更した[20]。それ以前、「ふんどししめお」「はまぐり寛平」という芸名の時期もあった[21]。
- 無類のビール好き。1回に500mlのビール10缶を飲み干したことがある。
- 寒さが大の苦手。
- 妻・光代とは仲が良く、50歳過ぎの時にこたつに入りながらふざけて互いの足を蹴り合って遊んでいたところ、妻が足をぶつけて骨折した事があり、さんまに呆れられた。また、21時前になると妻が2時間ドラマを観たいために、わらび餅とお茶を出してきて「これを食べて寝ろ」という合図を出される。
- 母親と顔がそっくりである。ただし、本人は性格も含めて実の父親に似ているなと、ファミリーヒストリーで実父の過去の調査結果を聞いた時に語っている。
- 2006年（平成18年）2月24日に長女が初孫を出産。当時56歳にして名実共に「おじいちゃん」となった。「ついにおじいちゃんになりましたが、いくつになっても甘えまくります!」とのコメントを発した。
- 人柄が良く、芸人仲間や後輩からも信頼される。明石家さんま、島田紳助、村上ショージ、ダウンタウン、雨上がり決死隊も今もって若手の頃に良くしてもらったことを感謝している。特にさんまは当時大忙しだったにもかかわらず、寛平がスパルタスロンマラソンを走る番組で、「兄さんのためなら」と付き添いのために（さんまの付き添いは、プロデューサーが番組制作の条件として出されたものであった）、無理やり10日間スケジュールを開けたことがある。また『マジカル頭脳パワー!!』で共演した所ジョージや千堂あきほなどからも信頼されている。
- 持ちネタは古いものでは何十年も同じものを使い続けており、ネタをしても滑るのが慣例となっている。
- 脳内出血に倒れ、リハビリを続けていたかつての盟友・木村進へさまざまな支援を行っていた。
- 漫画『スーパーマリオくん』の4巻巻末では、作者の沢田ユキオと間寛平の共演が行われ、作者が弟子として教えを受けるギャグが展開された。
- 大阪なんば・NGK近辺の食堂から出前を取るときなども、電話で「アヘです〜」と言うだけで通じてしまう。同様に、後輩芸人に電話する際にも「アヘ坊やけど〜」で誰かが分かってしまう。
- 植木等のモノマネが得意。「新堂本兄弟」で披露した事がある。
- わらび餅好き。家にいる時は必ず妻が、午後8時半に珈琲と共に出すので食べている。2013年9月25日放送の「ライオンのごきげんよう」で「一年の内300日は食べてます」と語り、さらに「妻が9時からドラマやサスペンスを見ているけど、僕がいたら「こいつが犯人やと思う」とか一々うるさいので9時には寝るように言われていて、わらび餅はもうすぐ寝ろと言う合図」とも語っている。
- 100万枚を超える大ヒット曲となった「ひらけ!チューリップ」だが、元々は当時若い女性に人気であった桂三枝（現在の桂文枝）向けの曲だった。しかし、当時の吉本興業の社長が猛烈に反対し、「こんなん、寛平にでも歌わせとけ！」という一言で寛平が歌うことになった。
- 愛車は改造費を800万円以上掛けたフルチューニングされている日産・スカイラインGT-R（BNR34型）[22]であり、時折自身のTwitterで車両の写真を公開している。ホンダ・NSX（初代）も所有しており、OZ Racingのアルミホイールが自慢[23]。
- 吉本新喜劇の先輩といえる坂田利夫とは妻を伴っての食事をするほどに親しい[24]。2023年12月29日、亡くなった時は夫婦で看取る。寛平は坂田が晩年入居していた高齢者施設に会いに行く事があり、Xにポストしている[25]。

### デビュー前から結婚まで
- 芸能界へ入る前、ダンプカーの運転手をしていた。中には短時間で産業廃棄物を処理するため人目に付かない池へ不法廃棄したところ池がなくなってしまったという出来事もあった。また、若手の頃は経済的に苦しく、吉本に内緒でトラック運転手のアルバイトをしていた時期もあり、地方でうっかり事故したエピソードなどをときおり披露している。
- 芸能界入りを目指したきっかけは、テレビで菅原洋一を見て、「こんなブサイクがテレビに出れるのなら俺でも」と思ったからだった。芸能人を目指すべくキャバレー店に勤務、ボーイに就くも、ある日、芸能界の入り口にすら立っていないことに気付く。その後、大阪アメリカ村にある飲食店店員の職で稼ぎを得ていたが、入店した女性客（日限萬里子）から面相を大笑いされ「君、おもしろい顔をしているから吉本に紹介してあげる」と告げられ、言われるままついて行き吉本興業に入所。
- 元々寛平とその妻・光代は先輩後輩の間柄。光代は萩本欽一の大ファンで萩本の追っかけをしており、萩本とも顔見知りであった。光代曰く、萩本との結婚も本気で考えていた。だが、後に萩本の結婚を知り大ショック。寛平が光代を慰めたのが付き合いの始まりであった。
- 光代の実家が大きな家だったことに加え、当時は家がなく、坂田利夫などの家を渡り歩いており、これをきっかけに寛平は光代の実家に少しずつ自分の荷物を置いて行き、いつの間にか寛平が光代の実家に住み着いた。

### 東京進出
- 仕事先の宿の畳の目が「東京行け、東京行け」とささやいたからとの理由で東京で頑張りたいと独立を考えた時に[注釈 1]、当時、吉本の社員だった木村政雄に懸命に説得されて慰留が決まり、吉本興業東京本社（当時は東京事務所）に所属する事になったと同時に吉本新喜劇を退団した。なお、寛平は当時、東京に吉本の事務所があることを知らなかった[26]。
- 東京進出の理由として、アメマバッジの件（後述）も関係していた[27]。東京では萩本欽一に師事し、干されても3年は頑張ると約束していた。
- 吉本新喜劇を退団し上京、東京で仕事を探すも、関東での知名度が低いため苦労する。そんな時に妻から萩本の所へ行けと言われ、寛平が萩本の所へ行き助けを求めた。寛平との面識がなかった萩本は最初は驚き困惑したが、萩本が吉本に確認の電話をして「（寛平は吉本に）必要な人だって」と寛平に告げ、その後、萩本の仲介で自分の番組に寛平を出すなど、手助けをした。のちに萩本は「妻と一緒に来ていたら断っていた」と語っている[28]。

### 借金・アメマバッジ関連
- 生来、お人好しと無知が災いして次々と他人の借金の連帯保証人になってしまう。付いたあだ名は「歩くハンコ屋」。他にアメマバッジの失敗により多額の借金を背負うが、妻の光代が必死の借金返済で当時0歳だった長女を連れて、街金の金融業者の前で長女を無理やり泣かせて、金融業者を同情させる作戦で、借金の利子を免除してもらったと言う逸話がある[29]。普通の人間なら、利子を免除してもらえないのだが[注釈 2]、当時、寛平も売れ出し始めたこともあり、寛平自身が家族を養う事が厳しかった事から、光代が必死に訴えた努力の甲斐が実り、利子を免除することが出来た（現在は完済）。
- アメマバッジの件では、バッジを製作した会社から費用の不払いのため訴えられて裁判沙汰となる（通称「アメマ裁判」）。この口頭尋問で、裁判官から「『アメマ』とは何ですか？」と訊かれ、「『ア〜メマァ〜』です」と答えたら、再び「ですから、『アメマ』とは何ですか？」と訊かれたため、再度「『ア〜メマァ〜』です」と答えた。このやり取りが尋問中、何回も繰り返され、法廷内全体を爆笑させたのは裁判でも過去に例がない語り草となっている。なおアメマバッジは、『いつみても平平凡凡』に出演したゲストにプレゼントされ、『痛快!明石家電視台』では会場の観客に[注釈 3]、さらに『進め!クリフハンガー冒険隊』では出演した親子全員にプレゼントされていた。
- 当時は売れなかったアメマバッジであったが、2006年5月の『世界バリバリバリュー』の企画でYahoo!のチャリティーオークションに出品された際には入札が36件あり、2万5,501円で落札された（元の売り値1500円）。これを作った当時は「ICが入っているから高い」と聞かされていた寛平だが、実はICは入っていなかった。
- TV進出のきっかけは、当時の出演番組がABCラジオの『ポップ対歌謡曲』（週1本のレギュラー）しかなく、さんまとの会話で「兄さん、そのギャラじゃアメマの借金返せまへんやろー!」と言われたことがきっかけで、さんまが出演しているテレビ番組に共演するようになったことである。
- アメマバッジの作成や連帯保証人として長年にわたって請け負った全ての負債を完済して安堵したのも束の間の数日後、阪神・淡路大震災が発生し宝塚市に建てたばかりのマイホームを失ってしまう。地震保険にも加入していなかったため家の再建費用などで、その後もまた債務を負うことになった。

### マラソン・他のスポーツ関連
- 趣味としてマラソンをしており、3時間8分42秒（1998年）という市民ランナーとしては驚異的な記録を持っている。ギリシャの鉄人マラソン「スパルタスロン」では246kmを3度も完走、『24時間テレビ』の24時間マラソンでも200km（1995年は神戸-東京間、約600kmを7日間で完走）を完走するほどの健脚の持ち主でもある。
- 24時間テレビチャリティーマラソンの最初のランナーである。番組スタッフが吉本興業に間寛平の深夜帯10分程度の出演オファーをしたところ、当時のマネージャーである比企啓之から「10分とは言わず24時間走らせましょうか？」と提案された事がきっかけで、この企画が始まった[30]。
- もともと寛平がマラソンを始めた理由は、心臓疾患の治療のためだったが、マラソンを続けているうちに心臓疾患を克服したばかりか、心臓の強さが陸上選手並みになったという。後々、長距離レースへとエスカレートしていった原因は、間の祖母にルーツがある。高齢であっても足腰が強く、幼少だった重美少年が追いつかずに音を上げる程に意気軒昂であったことから「もしかして長命の家系なのでは」と疑い、祖母も頑丈であるのなら、同じ血を引く自分の限界はどこまでなのか知りたくなった事にあると語っている。マラソンから転じて鉄人レースにも参加するようになり、仕事の行き来も走って練習を積む。『オールスター感謝祭』のマラソン競技でも、50歳代半ばにして一般男性以上のハンデがある。しかし近年はミニマラソンの高速化により、ミニマラソンではなく駅伝の方での参加が多くなっている。
- 2006年、2007年の『24時間テレビ』内では十種競技にも挑戦。改めて鉄人振りをまざまざと見せ付けた。
- 吉本以外の後輩では波田陽区を大変かわいがっている。そのため2006年、2007年の『24時間テレビ』で十種競技に挑戦する寛平を、村上ショージ、シベリア文太、レギュラーらと応援に来ていた。
- 野球は福岡ソフトバンクホークスのファン[31]。

### アースマラソン
- 2007年の2月27日に、将来的に芸能活動を3年間休止して世界一周マラソンに挑戦する意向を表明。自身は、その理由を「目立ちたいから」だと語っている。
- 2008年、モロッコ東南部のサハラマラソンに挑戦。食料などが入った重さ14キロのリュックを自ら背負い、総距離245キロメートルのコースを、3月30日 - 4月5日までの7日間をかけて、51時間46分5秒のタイムで完走。
- 2008年8月19日、1999年から続いていた寛平まつりを2008年10月12日の10回記念公演を以って幕を下ろすことを公表。理由は2007年2月27日に公表した地球一周アースマラソン（KANPEI EARTH MARATHON）を2008年12月から実行に移すためというのが実情。2008年8月31日にKANPEI EARTH MARATHONの概要について公表された。
- そして、2008年12月17日の正午にスターターを務めた明石家さんまの合図で、大阪のなんばグランド花月をスタート。過酷なアースマラソンの旅が始まった。舞台には西川きよし、笑福亭仁鶴、コメディNo.1、ザ・ぼんち、島田紳助、村上ショージ、山田花子などの大御所や仲間がスタートの瞬間を見守った。
- 2010年1月4日には、『アースマラソン』の際立ち寄ったトルコにて前立腺がんを発症していることが判明[5]。同13日に公表。今後は、治療を行いながら『アースマラソン』を続けていくことが明らかになった。3ヶ月後にトルクメニスタン到達後、病状が悪化する前に放射線治療を受けるために一時中断してアメリカに引き返したが、6月18日に再スタートした。
- 2011年1月21日に2年1か月のアースマラソン4万1000kmに及ぶ長い旅を終え、午後7時43分に大阪城音楽堂を第一終着地としてゴールインした[5]。
- 『アースマラソン』にて太平洋大西洋横断や中国大陸から日本への帰国の手段としてヨットを駆使するなどしたことから、日本セーリング連盟から間寛平に「セーリングの普及、認知度向上に貢献を果たした」として功労賞が贈られることになった[32]。

### 忌野清志郎との関係
- 忌野清志郎と、真島昌利（↑THE HIGH-LOWS↓）から、アルバム『ジャングル野郎』の楽曲提供を受けた関係で、2001年6月6日、SHIBUYA-AXにて行われた↑THE HIGH-LOWS↓のライブのアンコールでスペシャルゲストとして登場。短時間で様々なギャグを披露した後、↑THE HIGH-LOWS↓の演奏でヒロトと一緒に「天国野郎ナンバーワン」（↑THE HIGH-LOWS↓と間寛平のバージョンがあるが、「天国野郎」を提供した↑THE HIGH-LOWS↓側がわけあってセルフカバーした際に「天国野郎ナンバーワン」と改題した）を熱唱した。この日のライブでは、普段は入場時に配られるフライヤーが配られず、退場時に「ジャングル野郎」の広告と一緒に配られたことから、寛平の登場はシークレット扱いだったとされる。この模様は、後に日本テレビ系列の深夜番組で放送された。
- また、「ジャングル野郎」に収められている真島昌利提供の曲は、リリースの際、寛平の所属事務所側に一部歌詞を変更されてしまった。変更前の歌詞は、↑THE HIGH-LOWS↓バージョンを聴くことで知ることができる。また、寛平バージョンは寛平ならではのセリフが入っている。
- 『アースマラソン』中の5月2日にカンザスに突入した直後に妻・光代から電話が入り、忌野が亡くなった事を知る。光代がなかなか言い出せずにおり、寛平は「大丈夫か？どしたん？」と心配しているとついに切り出し、訃報を聞いた寛平は驚きとショックを受け、立ち止まって泣き崩れた。それでも寛平は忌野のことを思って1分ほどですぐに立ち上がり、泣きながらもマラソンを再開した。

## バラエティ番組でのエピソード
- 過去にB&Bのメンバーとして島田洋七に数度コンビを組まないかと誘われ、「洋・寛」という漫才コンビを結成したりするも長続きしなかった。ただ池乃めだかとは何度かコンビを組んで舞台に上がった事がある。その後、東京進出の際には、洋七の親友であるビートたけしの弟子軍団である『たけし軍団』入りも検討し、たけしからもOKをもらったが、結局は断念した。
- ハゲ頭のカツラを被ったおじいちゃん役（通称：最強ジジイ）での出演が非常に多く、吉本新喜劇での名物キャラの一人であった。ヒザをカクカクさせながら杖を振り回し、最後に「がんばっとるか〜」と言う姿は多くの観客の笑いを誘ったが、調子に乗ってあまりにも膝をカクカクさせすぎて、本当にヒザを痛めたことがある。また、多額の借金を抱えていたとき、その姿を見た妻から「アンタは杖の先にハンコつけて（判をつきながら）歩き回っているのか!」と言われたことがある。なお大日本住友製薬が老人用の薬の宣材にこのキャラクターを起用した。

## 主な持ちネタ・ギャグ
- 舞台上に、フェードインする際に、「まいど」おでこに手をつけながらお辞儀をする。（このあと誰かにツッコまれたりする場合もある）
- 「ア〜〜〜メマ!!」（困った時や追いつめられた時にとっさに放つ一言）※ 「アメマ〜」とは、本人いわく幼児が母親に対して言う「あ〜ママぁ…」が転じたもの、とのことである。『明日があるさ』で稲森いずみが8回連続NGを出した時にこのギャグを放ってハマりのループから救った。
- 「頑張っとるか〜？」（舞台に現れる時に使用、またVHSの『吉本新喜劇ギャグ100連発2〜野望編〜』のパッケージにもなっている）
- 「おっさ〜ん、おっさんアホか、アホかおっさん、おっさん、アホかぁ。」
- 「こら、犬どけ! コン キャンキャンキャン…」 舞台からハケるときに使用される
- 「誰が付けたかインベーダー ビッビビッビ」
- 「パパパパッ、パ〜ンプキ〜ン」（アースマラソンで北米大陸を横断中に開発したと言う）
- 「かい〜の」（大道具の角・自分の持っている杖などに尻の割れ目をこすりつけて上下運動）
- 「アヘアヘアヘアヘ…」「アヘアヘウヒハアヘウヒハ…」（アへ語）マネージャーの妻から5000円で購入
- 「なめなめくじくじなめくじくじ」（なめくじ運動で地面を這う）→「塩かけないでね、粗塩はいやよ」と付け加える。
- 「血ぃ吸うたろか！」
  - 息子（間慎太郎）が中学生の頃寝ている時、なぜか自分の首ばかりをめがけて刺してくる蚊に憤慨して言い放った一言を、横で寝ていた寛平に伝えたところ、翌日にはそこそこいい感じのフリまで付けてテレビで使っていた（2013/11/10放送分 関西テレビ『お笑いワイドショー マルコポロリ!』より）
- 「止まると死ぬんじゃ」（おじいちゃん役の時）
- 「だ〜れ〜が〜じゃ」「ど〜〜してじゃ」「な〜ぜじゃ」（おじいちゃん役のとき）
- 「お礼のプ〜」（「俺のプ〜」のバージョンあり）
- （掴み合いになって、すぐにフラフラと倒れる）（共演者）「おっさん、骨ないんか!?」（寛平）「カルシウム足らんねん」その後、相手の股間を「ピッ、ピッ」とつつく。
- 「いくつになっても、甘えん坊〜」
- 「脳みそパ〜ン!」（アメリカでは「ブレインパ〜ン!」として使用した）
- 「な、な、なんと～」（驚いたときに使うギャグ）
- 「じゅとじゅでにじゅ、あとじゅでさんじゅ」（10と10で20、あと10で30）
- 猿の形態模写と、池乃めだかの猫の形態模写との掛け合い。めだか猫と一緒にボールにじゃれついたりするが、そのうちにらみ合い、大喧嘩を始める。しかしいつの間にか寛平猿がめだか猫を押さえ込み、交尾を始めてしまう。
  - 暴れているうちにめだか猫と向き合う形となり、2人ともビックリして腰を抜かすパターンもある。
  - 二人のモノマネがエスカレートし、特にめだかの猫マネが最高潮に達しているにもかかわらず寛平の方は素に戻ってしまい、一人梯子を外された形になっためだかが恥ずかしさの余り突っ込むというパターンも存在する。
- 池乃めだかとの掛け合いで、果てしなく池乃めだかの言動を真似し、そのまま以下のやりとりに流れ込むパターンがある。
- （めだか）「ちょっと話がある」（寛平）「誰が放し飼いやねん!」
- （めだか）「重大な話やねん」（寛平）「誰が10代じゃ!わしゃ60代じゃ!」
- （めだか）「えもんかけ（ハンガー）取って」（寛平）「誰が猿公（エテコウ）やねん!」（orモンキー）
- （めだか）「本気で言うてるんですか?」（寛平）「誰がモンキーやねん!」
- （めだか）「またそんな得手勝手言うて…」（寛平）「誰が猿公（エテコウ）飼ってるねん!」
- （めだか）「折り入って相談がありまして…」（寛平）「誰が檻に入って相談せなあかんねん!」
- （めだか）「本当はええとこの子なんですやろ?」（寛平）「誰が猿公（エテコウ）の子やねん!」
- （めだか）「ええとこ連れて行ったる言うねん」（寛平）「誰がエテ公やねん!」
- （めだか）「ほんま、品のない顔して。」（寛平）「誰の顔にフンがついとるんじゃ!」
- （めだか）「もっと情け深い人やと思うとったで!」（寛平）「誰が毛深いんじゃ!お前、わしの見たんか!」
- （めだか）「わけわからへんがな!!」（寛平）「誰がワカメスープじゃ!」
- （めだか）「キリがないやろ!!」（寛平）「誰がキリンじゃ!」
- （めだか）「いいかげんにせえ!!」（寛平）「誰が胃が痛いねん!!」
- 「月は雲間に隠れたし、雨戸も閉めたしガキも寝た」→「おまいさん今夜もかい?」→「あったぼうよ!」（以上、一人芝居）※本人曰く、中学生の頃に考えたネタ。
- 「かかかか堪忍な〜」
- 「チャッチャマンボ チャチャマンボ ヘイ パキューン・パキューン・パキュンパキュンパキュン」（パキューンに合わせて腰を前後運動）（『ファンキーモンキー寛平先生がゆく!』での定番ギャグ）
- 「しっかりできたらぼさっとするかいな!」（後輩芸人などから「しっかりして下さいよ〜」と言われた時）
  - 井上竜夫も「しっかりできたらうっかりせんわい!」というギャグを使う。
- アメママン（アメマバッジのモデル）通常バージョンとロックバージョンがある。
- 先っちょマン
- ホレホレレンジャー「ホーレホレ掘れ」「おったまげったんよー」
- 引きずり女
  - 十二単姿、白塗りで額に「引」の文字、髪の毛にいろんな物をヒモで結びつけて引きずっている姫。「引きずり女は福を呼ぶ」と書かれた扇子を常に持っている。娘の結婚式の余興で、娘の友人（素人）が引きずり女をやろうと用意していたのだが、寛平は本家本元の引きずり女をお色直し後の新郎新婦入場時に娘の友人より先にやってしまい、娘の友人の演し物は台無しに。本人曰く、「娘に頼まれた」とのことだが、真相は不明。
- 「まいど〜!」（鼻声で）
- 「フェー」（鼻声）
- 「ふひは!」（鼻声）
- 「ちょっとしたミスさ」
- （突然怒り出した後に）「きつく言ってごめんね」
- 「○○って言った」「○○って言った、言った」→「結構言うのね」
- 「じいさん、ばあさん、山のぼろ〜」
  - 「オレたちひょうきん族」の「ひょうきんベストテン」に近藤真彦として主演した際、これを叫びながら脚立を登り、足を踏み外して股間を強打したことがある。
- 「うんばらばー」
- 「イカルスピークサンシン」（呪文のように唐突に唱える。一瞬で空気を変える力を持つ、不思議なギャグ。大阪ほんわかテレビで登場）
- （ギャグではないが、『痛快!明石家電視台』での発言より）「私は今、耳クソが不足している」「うめだ花月から宝塚の自宅まで車で帰ったが、その間ブレーキを一度も踏まなかった」「私は県庁所在地について語れる」、など。いずれの発言もさんまからツッコミが入り（特に耳クソでは大説教された）、エンディングコーナーの投げ手・すくい手に採用された。
- （両乳首を両手で引っ張って）「乳離れしたくなーい」
- （両手を肘から前に出し、機関車のように前後して）「ぐぐかか、ぐぐかか、ぽっぽ〜」
- （倒れこみながら）「触角抜いたん誰や～」
- セリフはないが、右手を頭の上に持ち上げた状態で手先だけを前に倒し、手に不規則な動きを加える。
  - 本人曰く、アルバイトでパワーショベルを操縦していたことがあり、その動きからヒントを得たとのこと（『痛快!明石家電視台』での発言より）。
  - アレンジとして、ダチョウのような動きになることもある。
- （手のひらを下にし、顎に当てがって開いたり閉じたりしながら）「ワオ、ワオ！」
  - 吉本興業・名古屋事務所の社員の嫁から5,000円で購入したネタ（2013/11/10放送分 関西テレビ『お笑いワイドショー マルコポロリ!』より）

### 弟子
- 塩野一平（廃業）
- 玉村輝彦→シベリア文太
- 本田みずほなど

2005年、この2人をも従えて石田靖や山田花子たちと『よしもと大爆笑劇場〜寛平劇団&バラエティー全国巡業中!!』で全国巡業した。

## 歌
- ひらけ!チューリップ

山本正之作詞作曲（この曲を元にしたロマンポルノ映画も制作された）。大ヒットして、2000年には「間寛平withアメマーズ」として、フジロックフェスティバルに出演している。『痛快!明石家電視台』ではアドリブで作詞作曲した歌を歌い出すこともしばしばある。
- ヘビおんな物語（「ひらけ!チューリップ」のB面） ※寛平のコント中のネタとしてもよく使われる曲。
- アタレ!宝くじ（歌手表記名は「間寛平とボーイフレンド」。山本正之作詞作曲。）
- ゲイボーイ ブルース（「アタレ!宝くじ」のB面）
- わたしは宇宙人（山本正之作詞作曲。）
- からから節（「わたしは宇宙人」のB面）
- Jijy（c/w:カルマは急に止まれない）（山本正之作詞作曲。）
- テレグラム・ゲロ（みうらじゅん作詞作曲）
- あなただけを（あおい輝彦のヒット曲のカヴァー。葉月コーラとのユニット「かんコーラ」名義）
- 大阪で生まれた男（BOROの同名曲とは異曲）
- なめくじ君（寛平作詞、河島英五作曲、コーラスに萬田久子が参加している）
- Go!Go!たまご丼
- えっ!さよなら（島田紳助が作詞・作曲）
- ジャングルジム
- 天国野郎
- やどもり
- 月光バスボーイ
- コスモス
- TALKIN' BLUES
- RUN RUN RUN（「ファンキー・モンキー・ティーチャー」挿入歌）
- チャチャマンボ島（信太真妃とのユニット「まきたんとかんぺいたん」名義）

## 出演

### レギュラー番組
以下の番組には、アースマラソンへの出発前から出演。マラソン期間中にも、滞在先から不定期で登場した。
- 痛快!明石家電視台（毎日放送）
- 大阪ほんわかテレビ（読売テレビ）
- 探偵!ナイトスクープ（ABCテレビ、探偵）
- おかべろ（関西テレビ）[33]
- こんちわコンちゃんお昼ですょ!月曜日（MBSラジオ、準レギュラー）

以下の番組には、2012年からレギュラー（または準レギュラー）として出演。
- KEIBA BEAT（関西テレビ、2012年以降の第2期、準レギュラー）
- 時をかけるアメマ!寛平さんぽ（TOKAIケーブルネットワーク、2018年11月 - ）
- 寛平ちゃん・菜々海のぶらり旅 熊本がいい〜の → 寛平ちゃんのぶらり旅 熊本がいい〜の（テレビ熊本、2019年4月16日 - 第2火曜放送）

#### 過去の出演
- 笑うと泣くぞ…ダハ!（日本テレビ）：東京進出初のレギュラー番組
- いつみても平平凡凡（日本テレビ）
- マジカル頭脳パワー!!（日本テレビ 1991年1月19日 - 1999年9月16日）：寛平の知名度が全国区になったきっかけの番組でもある。
- いつみても波瀾万丈（日本テレビ）[33]
- 明石家出版（日本テレビ）
- AHERA（テレビ朝日）
- ちちんぷいぷい金曜日（毎日放送）※準レギュラー
- キャイ〜ン・寛平の女神のハート（TBS、1999年4月1日 - 9月30日）
  - キャイ〜ン・寛平の女神の真相（TBS、1999年10月7日 - 2000年3月30日）
  - キャイ〜ン・寛平の女神の誘惑（TBS、2000年4月 - 9月）
- 天才てれびくんワイド(NHK教育、2002年度)
- 天才てれびくんMAX（NHK教育、2003年度）
- モーレツ!!しごき教室（毎日放送）
- あっちこっち丁稚（ABCテレビ）
- ファンキー・モンキー 寛平先生が行く!（ABCテレビ）
- 紳竜・さんまのスクープ一直線（関西テレビ）
- 今夜はねむれナイト（関西テレビ）
- 進め!クリフハンガー冒険隊（CBCテレビ）
- プリ♥プリ→プリプリ水曜日（毎日放送）
- 吉本新喜劇
  - 花月爆笑劇場（毎日放送）
  - お笑い花月劇場（ABCテレビ）
  - 吉本コメディ（読売テレビ）

#### ゲスト・単発
※アースマラソン中に現地で日本や現地のテレビ出演などをしていた。
- クイズ世界はSHOW by ショーバイ!!（日本テレビ 1991年春 - 1993年春の特番のみ出演）
- 所的蛇足講座（福岡放送）
- スーパークイズスペシャル(日本テレビ)
- ろみひー（中京テレビ）
- 踊る!さんま御殿!!（日本テレビ）
- オールスター感謝祭（TBS）
- 世界まる見え!テレビ特捜部（日本テレビ）
- MOTTAINAI（NHK総合 2007年）
- 行列のできる法律相談所（日本テレビ）
- ネプリーグ (2005年6月6日、フジテレビ)
- クイズ!ヘキサゴンII（フジテレビ）
- ワンダー×ワンダー・夏の絶景&冒険スペシャル（NHK総合、2011年）
- 日曜特番・夢をつくった男たち〜お笑い100年のパイオニア〜（BS-TBS、2012年10月21日）
- しくじり先生　俺みたいになるな!! 3時間スペシャル（テレビ朝日、2016年1月11日） - 「すぐにハンコを押して保証人になっちゃった先生」として出演。
- 南極からおめでとさん 間寛平 男50の一人旅 美味4万年前の氷（テレビ朝日、2000年1月4日）
- ももち浜ストア（テレビ西日本、不定期出演）

ほか多数

### 映画
- 濡れた欲情 ひらけ!チューリップ（1975年）
- くノ一忍法 観音開き（1976年）
- テキヤの石松（1976年）
- 愉快な極道（1976年） - 雄琴の客 役
- 姐御（1988年） - 遠山 役
- 撃てばかげろう（1991年）
- 極道ステーキシリーズ - 矢崎竜三 役
- パッパカパーシリーズ
- ファンキー・モンキー・ティーチャーシリーズ
- 罪と罰〜ドタマかちわったろかの巻（1994年）
- クレイジー・コップ 捜査はせん!（1995年）
- 明日があるさ THE MOVIE（2002年）
- OUT（2002年）
- 大阪プロレス飯店（2004年9月、トミー・ロー監督） - ルウ 役[34]
- 極道恐怖大劇場 牛頭 GOZU（2003年）- 金色男 役
- 釣りバカ日誌14（2003年） - タクシー運転手 役
- KARAOKE-人生紙一重-（2005年）
- ゲゲゲの鬼太郎 （2007年） - 子泣き爺 役
- ゲゲゲの鬼太郎 千年呪い歌 （2008年） - 子泣き爺 役
- うた魂♪（2008年） - 荻野千恵蔵役
- 大阪ハムレット（2009年） - 久保尚典 役
- あさひるばん（2013年、やまさき十三監督） - 北山俊夫 役
- あらうんど四万十 ―カールニカーラン―（2015年） - 石井監督 役

### 劇場アニメ
- ちびまる子ちゃん イタリアから来た少年（2015年） - 本人 役

### テレビドラマ
- 必殺からくり人（ABCテレビ）八寸のへろ松 役
- ルージュの伝言（TBS）
- 連続テレビ小説（NHK総合）
  - ぴあの（1994年4月 - 9月）
  - やんちゃくれ（1998年10月 - 1999年3月）
  - こころ（2003年4月 - 9月）- 牛じい 役
- 土曜ワイド劇場「混浴露天風呂連続殺人10」（1991年、ABCテレビ）
- 水戸黄門 第20部 第13話「ドジな男の恩返し -高知-」（1991年2月4日、TBS） - 藤次 役
- 世にも奇妙な物語「柵」（1991年、フジテレビ）
- 新・王将（1992年、NHK総合 土曜ドラマ） - 主演・阪田三吉 役 = 第4回上海テレビ祭国際コンクール最優秀男優賞受賞
- 戦慄のスーパーギャグドラマ・吉本最後の日? （1992年10月8日、よみうりテレビ） - 本人 役
- ドラマシティー'92 「本気でオンリーユー」（1992年、よみうりテレビ）
- 琉球の風（NHK総合 大河ドラマ）
- お礼は見てのお帰り ナニワのべっぴん刑事一本木礼子シリーズ（関西テレビ）
- 森蘭丸〜戦国を駆け抜けた若獅子〜（1993年 テレビ東京時代劇スペシャル） - 豊臣秀吉 役
- 江戸の用心棒スペシャル （1994年、日本テレビ）
- 月曜ドラマスペシャル「ど素人刑事殺人事件簿 慕情編」（1996年、TBS） - 荒畑伝三郎 役
- 竜馬がゆく（1997年、TBS）
- 明日があるさ（日本テレビ）
- 火消し屋小町（NHK総合 23時のNHK）
- はみだし刑事情熱系PART-IV 第22話（2000年、テレビ朝日） - 袴田正義 役
- はみだし刑事情熱系PART-V 第19話（2001年、テレビ朝日） - 袴田正義 役
- グッド★コンビネーション（2001年、NHK総合） - 東海林大吉 役
- 悪意（2001年、NHK総合） - 西原甲子男 役
- 中学生日記「笑う扉」（2004年11月22日、NHK Eテレ）
- 大阪環状線 Part4 ひと駅ごとのスマイル 第8話「引きずり女は福を呼ぶ」（2018年12月8日、関西テレビ） - 引きずり女 役
- テレビとはあついものなり〜放送70年TV創世記〜（2023年3月21日、NHK総合） - お爺さん 役[35]

### 舞台
- 吉本百年物語（なんばグランド花月）
  - 舶来上等、どうでっか?（2012年6月12日 - 7月1日） - 林正之助 役
  - 百年感謝 これからもよろしく（2013年3月20日 - 4月7日） - 猿田彦大神 役
- 劇団間座旗揚げ公演『恋の虫』（2016年12月24日・25日、HEP HALL）
- 劇団間座『発明王』（2017年9月17日・18日、ABCホール）

### web番組
- 街録ch〜あなたの人生、教えて下さい〜（2021年、YouTube番組）

### ラジオ
- Changeの瞬間 〜がんサバイバーストーリー〜（2023年2月19日・26日、朝日放送ラジオ）[36]

### ゲーム
- 爆笑 吉本新喜劇 今日はこれぐらいにしといたる！（PCエンジンSUPER CD-ROM2 1994年 ハドソン）

### CM
- 郵便局「簡易保険」
- サンヨー食品「サッポロ一番・ごつうま」
- カルピス「カルピスウォーター」- 声のみの出演
- 大日本製薬（現・住友ファーマ）「フロレナール錠」
- コロナ工業
- 王将フードサービス「餃子の王将  生ラーメン」（1975年）
- リトルコロコロ（1976年）
- 大阪生駒霊園（1989年 - 1994年）- 一家で出演
- 朝日新聞社
  - 私の意見は、朝日新聞のウケウリです。（1990年 - 1992年）
  - ブルークローバーキャンペーン（2010年）
- 大日本除虫菊「キンチョール」（1991年）
- 三洋薬品「配置薬」（1991年 - 1992年）[37]
- 共同石油（現・ENEOS）「GP-1プラス」（1992年）
- ポーラフーズ「シーズケース」（1992年 - 1995年）
- サッポロビール
  - 生ビール 黒ラベル（1990年代）
  - カンパイロード（2013年）
- 味の素「ほんだし」（1994年）
- 関西電力「吉本電喜劇」（1994年）
- 東京都「防災‘95」（1995年）
- トーザ外語学院（1995年）- 声のみ
- ロッテ「ホカロン」（1995年 - 1996年）
- 松下電器産業（現・パナソニック）「ウッディPD」（1996年）
- 公文教育研究会（1996年）
- 三菱鉛筆「uni-ball・シグノ」（1996年）
- エバラ食品工業（1998年 - 1999年）
- 旭化成「イヒ」（1999年）- 声のみ
- 日本コカ・コーラ「ジョージア」（2000年 - 2002年）[38]
- ローソン（2002年）- 声のみ
- マツダ「デミオ」（2003年）
- フィールズ 「CR・明日はあるさ よしもとワールド」（2005年）
- ニューバランスジャパン（2009年 - 2011年）
- トヨタ自動車「プリウス」（2009年 - 2011年）
- グラクソ・スミスクライン「新・コンタック かぜ総合」（2009年）
- 日本製粉「オーマイ スパゲッティ」（2010年 - 2011年）
- アンファー（2010年）
- KDDI（2010年）
- 象印マホービン「炊飯IH炊飯ジャー」（2011年 - 2012年）
- NTT西日本「フレッツ光」（2011年 - 2013年）
- アメリカンホーム保険「みんなのほすピタる」（2012年 - 2014年）
- GREE（2012年 - 2013年）
- ファイザー「犬フィラリア寄生予防啓発」（2013年）
- ACジャパン「2015年度大阪地域キャンペーン『間寛平さん親子の忘災会議』」（2015年 - 2016年）
- ABEMA「AbemaTV」（2016年）
- ゾエティス・ジャパン（2016年 - 2017年）
- 福島県「ふくしま県民アプリ」（2018年 - 2020年）
- 静岡県「TOUKAI-0l」（2022年 - ）
- 総務省消防庁「消防団員入団推進キャンペーン」（2023年）

## 間寛平を演じた俳優
- 榎田貴斗（関西テレビ、間寛平少年物語、2003年）
- 間慎太郎（息子）(Netflix、Jimmy〜アホみたいなホンマの話〜、2018年)